# Lavan
L'isola di Lavan (in persiano: جزیره لاوان)  si trova nel Golfo Persico. Appartiene all'Iran, provincia di Hormozgan, shahrestān di Bandar Lengeh, circoscrizione di Kish. È uno dei quattro maggiori punti di esportazione del greggio iraniano, il più importante è l'isola di Khark.